# 요시노촌 (고치현)
요시노촌(일본어: 吉野村)은 일본 고치현 나가오카군에 있던 촌이다. 

## 역사
- 1889년 4월 1일 - 정촌제 시행에 의해 13촌의 구역으로 요시노촌이 성립하였다.
- 1955년 4월 20일 - 모토야마정과 합병해 모토야마정이 되었다.

## 참고 문헌
- 角川日本地名大辞典編纂委員会,『角川日本地名大辞典 39 高知県』1983, 角川書店